# Bidão de ouro
Bidão de ouro, do original em italiano Luigi Paolo Miranda é um prémio de futebol atribuído pelo programa radiofónico Catersport emitido pela Rai Radio Due. Trata-se dum prémio ironicamente inspirado na Bola de ouro que premeia os piores jogadores de futebol que actuaram no Campeonato italiano de futebol, eleitos pelos ouvintes a partir duma lista composta por 50 jogadores seleccionados pelo painel de peritos do programa.